# Tepti-Ahar
Tepti-ahar fue un rey de Elam de entre finales del siglo XV a. C. y comienzos del siglo XIV a. C.. Aparentemente, fue el último rey de la dinastía Kidinuida, que volvió a usar el viejo título de <<Rey de Susa a Anzan>>. Construyó una nueva capital en Kanbak (moderno Haft Tepe, a 10 km de Susa). Los archivos excavados muestran un intercambio diplomático con Babilonia, posiblemente, incluso matrimonios dinásticos.
Un tablilla hallada en Haft Tepe (HT38) está fechada en el <<año en que el rey expulsó a Kadašman-KUR.GAL>>. La tablilla tiene un sello de Tepti-Ahar, rey def Susa. KUR.GAL podría leerse como “Harbe” o como “Enlil” (Harbe es un dios casita, paralelo al babilonio Enlil), p. 202-204.
Basándose en la prosopografía de las tablillas encontradas en el archivo de Haft Tepe, se puede establecer que Tepti-ahar sucedió a otro rey Kidinuida,  Inshushinak-shar-ilani(ver tablillas HT29-30)